# Daniel Franzese
Daniel Franzese (* 9. května 1978, Brooklyn, New York) je americký herec a umělec.

## Biografie
Narodil se v newyorské čtvrti Bensonhurst, části obvodu Brooklyn do rodiny Denise a Ralpha „R. J.“ Franzesových. Otec zpíval v klubech. V letech 1992–1996 navštěvoval střední školu Piper High School ve floridském Sunrise.

### Herec
K roku 2011 si zahrál ve čtrnácti filmech včetně titulů Bully, Party Monster, Protivný sprostý holky, Válka světů či I Spit on Your Grave.

### Umělec
12. října 2007 Daniel uvedl první uměleckou show nazvanou Hollyween. Do pořadu si zval celebrity se záměrem odhalovat jejich ješitnost.
25. dubna 2008 v losangeleské galerii World of Wonder Storefront Gallery představil uměleckou show depARTed, inspirovanou předčasně zemřelými hereckými hvězdami a osobnostmi jako byli Marilyn Monroe, James Dean, Anna Nicole Smith, Abraham Lincoln či Martin Luther King, stejně tak umělci Keithem Haringem a Isabellou Blowovou.
Další jeho performance Crusaders and Haters (Křižáci a nenávistníci) v galerii Royal/T, ukázala to nejlepší od umělců působících v pop kultuře z celého světa. Premiéra se uskutečnila 17. července 2009.

## Filmografie
| Herecká filmografie | Herecká filmografie          | Herecká filmografie | Herecká filmografie                  |
| Rok                 | Název                        | Role                | Poznámka                             |
| ------------------- | ---------------------------- | ------------------- | ------------------------------------ |
| 2010                | Párty na klíč                | Ziggy Chorofsky     | díl: Cole Landry's Draft Day Party   |
| 2010                | I Spit on Your Grave         | Stanley             |                                      |
| 2010                | Status: Nežádoucí            | Dougie              | díl: Noble Causes                    |
| 2009                | Hledaný                      | agent Craig         |                                      |
| 2009                | On The Inside                | Paul Warren         |                                      |
| 2009                | Foodfight!                   | Twinkleton (hlas)   |                                      |
| 2009                | Hra na vraha                 | Freddy              |                                      |
| 2008                | Bar Starz                    | Big Mikey           |                                      |
| 2008                | Killer Pad                   | Doug                |                                      |
| 2006                | Kriminálka Las Vegas         | Dean Harden         | díl: Fannysmackin                    |
| 2006                | Whirlygirl                   | Big Clive           |                                      |
| 2006                | The Iron Man                 | Valeah              |                                      |
| 2005                | Válka světů                  | National Guardsman  |                                      |
| 2005                | The Comeback                 | pan Hollywood       | díl: Valerie Relaxes in Palm Springs |
| 2005                | Cruel World                  | Claude Markham      |                                      |
| 2005                | Hoši z Bristolu              | Jake                |                                      |
| 2004                | Protivný sprostý holky       | Damian              |                                      |
| 2004                | Stateside                    | Danny Tripodi       |                                      |
| 2004                | Soleado                      | Bar Friend          |                                      |
| 2003                | Party Monster                | The Rat / Dallas MC |                                      |
| 2003                | Queens Supreme               | David               | díl: Pilot                           |
| 2002                | Hometown Legend              | Abel                |                                      |
| 2002                | Blood Feast 2: All U Can Eat | Altar Boy           |                                      |
| 2001                | Bully                        | bratranec Derek     |                                      |